# Чемпіонат Швеції з бенді 1913
 Чемпіонат Швеції з бенді: 1913 — 7-й сезон турніру з хокею з м'ячем (бенді), який проводився за кубковою системою. 
Переможцем змагань став клуб  ІФК Уппсала.

## Турнір

### Чвертьфінал
- ІФК Уппсала - ІФК Євле  11-0
- АІК Стокгольм - «Юргорден» ІФ (Стокгольм)  2-0
- «Юганнесгоф» ІФ (Стокгольм) - Седертельє СК 4-1
- Лідчепінгс АІК - ІФК Стокгольм  7-7, 10-7 (дод.)

### Півфінал
- ІФК Уппсала - Лідчепінгс АІК  16-0
- АІК Стокгольм - «Юганнесгоф» ІФ (Стокгольм)  2-1

### Фінал
2 березня 1913, Стокгольм
- ІФК Уппсала -  АІК Стокгольм  2-1